# 肉药兰
肉药兰（学名：Stereosandra javanica）为兰科肉药兰属下的一个种。